# Lijst van WWE World Tag Team Champions
De WWE World Tag Team Championship was een professioneel worstelkampioenschap van World Wrestling Entertainment. Dit is de lijst van mensen die World Tag Team Champions zijn geweest.

## Namen
| Naam                                                        | Jaartal(len)               |
| ----------------------------------------------------------- | -------------------------- |
| WWWF World Tag Team Championship                            | 1971 – 1979                |
| WWF World Tag Team Championship / WWF Tag Team Championship | 1979 – mei 2002            |
| WWE Tag Team Championship                                   | mei 2002 - oktober 2002    |
| WWE World Tag Team Championship                             | oktober 2002 – april 2009  |
| Unified WWE Tag Team Championship                           | april 2009 - augustus 2010 |

## Titelgeschiedenis
| Nr.                                                                   | Worstelaars                                                 | #              | Datum             | Stad                           | Evenement                      | Bijzonderheden |
| --------------------------------------------------------------------- | ----------------------------------------------------------- | -------------- | ----------------- | ------------------------------ | ------------------------------ | --- |
| 1                                                                     | Luke Graham & Tarzan Tyler                                  | 1              | 3 juni 1971       | New Orleans                    | House show                     | Graham en Tyler wonnen de toernooifinale door Dick the Bruiser en The Sheik te verslaan.                                                                               |
| 2                                                                     | Karl Gotch & Rene Goulet                                    | 1              | 6 december 1971   | New York                       | House show                     | |
| 3                                                                     | King Curtis Iaukea & Mikel Scicluna                         | 1              | 2 februari 1972   | Philadelphia                   | House show                     | |
| 4                                                                     | Sonny King & Chief Jay Strongbow                            | 1              | 22 mei 1972       | New York                       | House show                     | |
| 5                                                                     | Mr. Fuji & Professor Tanaka                                 | 1              | 27 juni 1972      | Philadelphia                   | House show                     | |
| 6                                                                     | Haystacks Calhoun & Tony Garea                              | 1              | 30 mei 1973       | Philadelphia                   | House show                     | |
| 7                                                                     | Mr. Fuji & Professor Tanaka                                 | 2              | 11 september 1973 | Philadelphia                   | House show                     | |
| 8                                                                     | Tony Garea (2) & Dean Ho                                    | 1              | 14 november 1973  | Philadelphia                   | House show                     | |
| 9                                                                     | The Valiant Brothers (Jimmy en Johnny Valiant)              | 1              | 8 mei 1974        | Philadelphia                   | House show                     | |
| 10                                                                    | Dominic DeNucci & Victor Rivera / Pat Barrett               | 1              | 13 mei 1975       | Philadelphia                   | House show                     | In juni 1975 verliet Rivera de WWWF en DeNucci koos Barrett als zijn vervangende partner.                                                                              |
| 11                                                                    | The Blackjacks (Blackjack Mulligan & Blackjack Lanza)       | 1              | 26 augustus 1975  | Philadelphia                   | House show                     | |
| 12                                                                    | Louis Cerdan & Tony Parisi                                  | 1              | 8 november 1975   | Philadelphia                   | House show                     | |
| 13                                                                    | The Executioners (Executioner #1 & Executioner #2)          | 1              | 11 mei 1976       | Philadelphia                   | House show                     | |
| Vacant gesteld                                                        | Vacant gesteld                                              | Vacant gesteld | 26 november 1976  | Philadelphia                   | House show                     | |
| 14                                                                    | Chief Jay Strongbow (2) & Billy White Wolf                  | 1              | 7 december 1976   | Philadelphia                   | House show                     | Dit was een 3-team toernooi met Tor Kamata & Nikolai Volkoff en The Executioners.                                                                                      |
| Vacant gesteld                                                        | Vacant gesteld                                              | Vacant gesteld | augustus 1977     |                                |                                | De titel werd vacant nadat Billy White Wolf in een wedstrijd tegen Ken Patera een nekblessure opliep.                                                                  |
| 15                                                                    | Mr. Fuji & Professor Tanaka                                 | 3              | 27 september 1977 | Philadelphia                   | House show                     | Fuji en Tanaka wonnen de toernooifinale door Tony Garea en Larry Zbyszko te verslaan.                                                                                  |
| 16                                                                    | Dino Bravo & Dominic DeNucci (2)                            | 1              | 14 maart 1978     | Philadelphia                   | House show                     | |
| 17                                                                    | The Yukon Lumberjacks (Yukon Eric & Yukon Pierre)           | 1              | 26 juni 1978      | New York                       | House show                     | |
| 18                                                                    | Tony Garea (3) & Larry Zbyszko                              | 1              | 21 november 1978  | Philadelphia                   | Championship Wrestling         | |
| 19                                                                    | Jerry & Johnny Valiant (2)                                  | 1              | 6 maart 1979      | Philadelphia                   | Championship Wrestling         | |
| 20                                                                    | Ivan Putski & Tito Santana                                  | 1              | 22 oktober 1979   | New York                       | House show                     | |
| 21                                                                    | Wild Samoans (Afa Anoa'i & Sika Anoa'i)                     | 1              | 12 april 1980     | Philadelphia                   | House show                     | |
| 22                                                                    | Bob Backlund & Pedro Morales                                | 1              | 9 augustus 1980   | [[[New York (stad)\|New York]] | Showdown at Shea               | Backlund en Morales wonnen de Two out of Three Falls match met 2-0. |
| Vacant gesteld                                                        | Vacant gesteld                                              | Vacant gesteld | 10 september 1980 | Onbekend                       | Onbekend                       | Vacant gesteld nadat Backlund het WWF Heavyweight Championship heeft veroverd.                                                                                         |
| 23                                                                    | Wild Samoans                                                | 2              | 9 september 1980  | Philadelphia                   | Championship Wrestling         | Wild Samoans won de toernooifinale door Tony Garea en Rene Goulet te verslaan.                                                                                         |
| 24                                                                    | Tony Garea (4) & Rick Martel                                | 1              | 8 november 1980   | Philadelphia                   | House show                     | |
| 25                                                                    | Moondogs (Moondog King & Moondog Rex)                       | 1              | 7 maart 1981      | Allentown                      | Championship Wrestling         | Op 1 mei 1981 werd Moondog King vervangen door Moondog Spot omdat Ed White (King) zijn visum niet in orde was voor zijn oversteek van de Verenigde Staten naar Canada. |
| 26                                                                    | Tony Garea (5) & Rick Martel (2)                            | 2              | 21 juli 1981      | Allentown                      | Championship Wrestling         | |
| 27                                                                    | Mr. Fuji (4) & Mr. Saito                                    | 1              | 13 oktober 1981   | Allentown                      | Championship Wrestling         | |
| 28                                                                    | Chief Jay (3) & Jules Strongbow                             | 1              | 28 juni 1982      | New York                       | House show                     | |
| 29                                                                    | Mr. Fuji (5) & Mr. Saito (2)                                | 2              | 13 juli 1982      | Allentown                      | Championship Wrestling         | |
| 30                                                                    | Chief Jay (4) & Jules Strongbow (2)                         | 2              | 26 oktober 1982   | Allentown                      | Championship Wrestling         | |
| 31                                                                    | Wild Samoans                                                | 3              | 8 maart 1983      | Allentown                      | Championship Wrestling         | |
| 32                                                                    | Tony Atlas & Rocky Johnson                                  | 1              | 15 november 1983  | Allentown                      | Championship Wrestling         | |
| 33                                                                    | Adrian Adonis & Dick Murdoch                                | 1              | 17 april 1984     | Hamburg                        | Championship Wrestling         | |
| 34                                                                    | U.S. Express (Barry Windham & Mike Rotunda)                 | 1              | 21 januari 1985   | Hartford                       | House show                     | |
| 35                                                                    | Iron Sheik & Nikolai Volkoff                                | 1              | 31 maart 1985     | New York                       | WrestleMania 1                 | |
| 36                                                                    | U.S. Express                                                | 2              | 17 juni 1985      | Poughkeepsie                   | Championship Wrestling         | |
| 37                                                                    | The Dream Team (Brutus Beefcake & Greg Valentine)           | 1              | 24 augustus 1985  | Philadelphia                   | House show                     | |
| 38                                                                    | British Bulldogs (Davey Boy Smith & Dynamite Kid)           | 1              | 7 april 1986      | Rosemont                       | WrestleMania 2                 | |
| 39                                                                    | The Hart Foundation (Bret Hart & Jim Neidhart)              | 1              | 26 januari 1987   | Tampa                          | Superstars of Wrestling        | |
| 40                                                                    | Strike Force (Tito Santana & Rick Martel)                   | 1              | 27 oktober 1987   | Syracuse                       | Superstars of Wrestling        | |
| 41                                                                    | Demolition (Ax & Smash)                                     | 1              | 27 maart 1988     | Atlantic City                  | WrestleMania IV                | |
| 42                                                                    | Brain Busters (Arn Anderson & Tully Blanchard)              | 1              | 18 juli 1989      | Worcester                      | Saturday Night's Main Event    | Brain Busters won de Two out of Three Falls match met 2-1. |
| 43                                                                    | Demolition                                                  | 2              | 2 oktober 1989    | Wheeling                       | Superstars of Wrestling        | |
| 44                                                                    | Colossal Connection (André the Giant & Haku)                | 1              | 13 december 1989  | Huntsville                     | Superstars of Wrestling        | |
| 45                                                                    | Demolition                                                  | 3              | 1 april 1990      | Toronto                        | WrestleMania VI                | |
| 46                                                                    | The Hart Foundation                                         | 2              | 27 augustus 1990  | Philadelphia                   | SummerSlam 1990                | Hart Foundation won de Two out of Three Falls match met 2-1 van de The Rockers (Shawn Michaels & Marty Jannetty).                                                      |
| 47                                                                    | The Nasty Boys (Brian Knobs & Jerry Sags)                   | 1              | 24 maart 1991     | Los Angeles                    | WrestleMania VII               | |
| 48                                                                    | The Legion of Doom (Animal & Hawk)                          | 1              | 26 augustus 1991  | New York                       | SummerSlam 1991                | |
| 49                                                                    | Money Inc. (Ted DiBiase & Irwin R. Schyster (3))            | 1              | 7 januari 1992    | Denver                         | House show                     | |
| 50                                                                    | The Natural Disasters (Eartquake & Typhoon)                 | 1              | 20 juli 1992      | Worcester                      | House show                     | |
| 51                                                                    | Money, Inc. (Ted DiBiase (2) & I.R.S. (4))                  | 2              | 13 oktober 1992   | Regina                         | Wrestling Challenge            | |
| 52                                                                    | The Steiner Brothers (Scott & Rick)                         | 1              | 14 juni 1993      | Columbus                       | House show                     | |
| 53                                                                    | Money Inc. (Ted DiBiase (3) & I.R.S. (5))                   | 3              | 16 juni 1993      | Rockford                       | House show                     | |
| 54                                                                    | The Steiner Brothers                                        | 2              | 19 juni 1993      | Saint Louis                    | House show                     | |
| 55                                                                    | The Quebecers (Pierre & Jacques)                            | 1              | 19 september 1993 | New York                       | Raw                            | |
| 56                                                                    | The 1-2-3 Kid & Marty Jannetty                              | 1              | 10 januari 1994   | Richmond                       | Raw                            | |
| 57                                                                    | The Quebecers                                               | 2              | 17 januari 1994   | New York                       | House show                     | |
| 58                                                                    | Men on a Mission (Mabel & Mo)                               | 1              | 29 maart 1994     | Londen                         | House show                     | |
| 59                                                                    | The Quebecers                                               | 3              | 31 maart 1994     | Sheffield                      | House show                     | |
| 60                                                                    | The Headshrinkers (Fatu & Samu)                             | 1              | 26 april 1994     | Burlington                     | Raw                            | |
| 61                                                                    | Shawn Michaels & Diesel                                     | 1              | 28 augustus 1994  | Indianapolis                   | House show                     | |
| Vacant gesteld                                                        | Vacant gesteld                                              | Vacant gesteld | 23 november 1994  | San Antonio                    | Survivor Series 1994           | Vacant gesteld nadat Diesel en Michaels niet meer in functie waren als een tag team.                                                                                   |
| 62                                                                    | The 1-2-3 Kid (2) & Bob Holly                               | 1              | 22 januari 1995   | Tampa                          | Royal Rumble 1995              | Ze wonnen de toernooifinale door Bam Bam Bigelow en Tatanka te verslaan.                                                                                               |
| 63                                                                    | The Smoking Gunns (Billy Gunn & Bart Gunn)                  | 1              | 23 januari 1995   | Palmetto                       | Raw                            | |
| 64                                                                    | Owen Hart en Yokozuna                                       | 1              | 2 april 1995      | Hartford                       | WrestleMania XI                | |
| 65                                                                    | Two Dudes with Attitude (Shawn Michaels en Kevin Nash)      | 2              | 24 september 1995 | Saginaw                        | In Your House 3: Triple Header | |
| 66                                                                    | Owen Hart en Yokozuna                                       | 2              | 25 september 1995 | Grand Rapids                   | Raw                            | |
| 67                                                                    | The Smoking Gunns                                           | 2              | 25 september 1995 | Grand Rapids                   | Raw                            | |
| Vacant gesteld                                                        | Vacant gesteld                                              | Vacant gesteld | 15 februari 1996  | /                              | /                              | Vacant vanwege een nekblessure van Billy Gunn. |
| 68                                                                    | The Bodydonnas (Chris & Zip)                                | 1              | 31 maart 1996     | Anaheim                        | WrestleMania XII               | Ze wonnen de toernooifinale van The Godwinns. |
| 69                                                                    | The Godwinns (Henry O. Godwinn & Phineas I. Godwinn)        | 1              | 19 mei 1996       | New York                       | House show                     | |
| 70                                                                    | The Smoking Gunns                                           | 3              | 26 mei 1996       | Florence                       | In Your House 8: Beware of Dog | |
| 71                                                                    | The British Bulldog (2) & Owen Hart (3)                     | 1              | 22 september 1996 | Philadelphia                   | In Your House 10: Mind Games   | |
| 72                                                                    | Steve Austin & Shawn Michaels (3)                           | 1              | 25 mei 1997       | Evansville                     | Raw                            | |
| Vacant gesteld                                                        | Vacant gesteld                                              | Vacant gesteld | 14 juli 1997      | San Antonio                    | Raw                            | Vacant vanwege een blessure van Shawn Michaels. |
| 73                                                                    | Steve Austin (2) & Dude Love                                | 1              | 14 juli 1997      | San Antonio                    | Raw                            | Ze wonnen van The British Bulldog en Owen Hart. |
| Vacant gesteld                                                        | Vacant gesteld                                              | Vacant gesteld | 9 september 1997  | Louisville                     | Ground Zero: In Your House     | Vacant vanwege een nekblessure van Austin. |
| 74                                                                    | The Headbangers (Mosh & Trasher)                            | 1              | 7 september 1997  | Louisville                     | Ground Zero: In Your House     | Ze wonnen de Four-way elimination match van The Godwinns, The Legion of Doom en The British Bulldog & Owen Hart.                                                       |
| 75                                                                    | The Godwinns                                                | 2              | 5 oktober 1997    | Saint Louis                    | Badd Blood: In Your House      | |
| 76                                                                    | The Legion of Doom                                          | 2              | 7 oktober 1997    | Topeka                         | Raw                            | Uitgezonden op 13 oktober 1997 |
| 77                                                                    | New Age Outlaws (Billy Gunn (4) en Road Dogg)               | 1              | 24 november 1997  | Fayetteville                   | Raw                            | |
| 78                                                                    | Cactus Jack (2) & Chainsaw Charlie                          | 1              | 29 maart 1998     | Boston                         | WrestleMania XIV               | Dit was een Dumpster match. |
| Vacant gesteld                                                        | Vacant gesteld                                              | Vacant gesteld | 30 maart 1998     | Albany                         | Raw                            | De wedstrijd tussen Catus Jack & Chainsaw Charlie en New Age Outlaws leverde geen winnaar op.                                                                          |
| 79                                                                    | New Age Outlaws (Billy Gunn (5) en Road Dogg (2))           | 2              | 30 maart 1998     | Albany                         | Raw                            | |
| 80                                                                    | Kane & Mankind (3)                                          | 1              | 13 juli 1998      | East Rutherford                | Raw                            | |
| 81                                                                    | Steve Austin (3) & The Undertaker                           | 1              | 26 juli 1998      | Fresno                         | Fully Loaded: In Your House    | |
| 82                                                                    | Kane (2) & Mankind (4)                                      | 2              | 10 augustus 1998  | Omaha                          | Raw                            | Dit was een Four-way match met New Age Outlaws en D-Lo Brown & The Rock.                                                                                               |
| 83                                                                    | New Age Outlaws (Billy Gunn (6) en Road Dogg (3))           | 3              | 30 augustus 1998  | New York                       | SummerSlam 1998                | Dit was een Falls Count Anywhere match. |
| 84                                                                    | The Big Boss Man & Ken Shamrock                             | 1              | 14 december 1998  | Tacoma                         | Raw                            | |
| 85                                                                    | Jeff Jarrett & Owen Hart (4)                                | 1              | 25 januari 1999   | Phoenix                        | Raw                            | |
| 86                                                                    | Kane (3) & X-Pac (3)                                        | 1              | 29 maart 1999     | Uniondale                      | Raw                            | |
| 87                                                                    | The Acolytes (Bradshaw & Faarooq)                           | 1              | 25 mei 1999       | Moline                         | Raw                            | |
| 88                                                                    | Hardy Boyz (Jeff Hardy & Matt Hardy)                        | 1              | 29 juni 1999      | Fayetteville                   | Raw                            | |
| 89                                                                    | The Acolytes                                                | 2              | 25 juli 1999      | Buffalo                        | Fully Loaded 1999              | Dit was een Handicap match waarbij Michael Hayes in de team zat bij de Hardy Boyz.                                                                                     |
| 90                                                                    | Kane (4) & X-Pac (4)                                        | 2              | 9 augustus 1999   | Rosemont                       | Raw                            | |
| 91                                                                    | The Unholy Alliance (The Big Show & The Undertaker (2))     | 1              | 22 augustus 1999  | Minneapolis                    | SummerSlam 1999                | |
| 92                                                                    | Rock 'n' Sock Connection (Mankind (5) & The Rock)           | 1              | 30 augustus 1999  | Boston                         | Raw                            | |
| 93                                                                    | The Unholy Alliance (The Big Show (2) & The Undertaker (3)) | 2              | 7 september 1999  | Albany                         | SmackDown!                     | Dit was een Burried Alive match en uitgezonden op 9 september 1999. |
| 94                                                                    | The Rock 'n' Sock Connection (Mankind (6) & The Rock (2))   | 2              | 20 september 1999 | Houston                        | Raw                            | |
| 95                                                                    | New Age Outlaws (Billy Gunn (7) en Road Dogg (4))           | 4              | 21 september 1999 | Dallas                         | SmackDown!                     | |
| 96                                                                    | The Rock 'n' Sock Connection (Mankind (7) en The Rock(3))   | 3              | 12 oktober 1999   | Birmingham                     | SmackDown!                     | |
| 97                                                                    | Crash Holly & Hardcore Holly (2)                            | 1              | 18 oktober 1999   | Columbus                       | Raw                            | |
| 98                                                                    | Mankind (8) & Al Snow                                       | 1              | 2 november 1999   | Philadelphia                   | SmackDown!                     | |
| 99                                                                    | New Age Outlaws (Billy Gunn (8) & Road Dogg (5))            | 5              | 8 november 1999   | State College                  | Raw                            | |
| 100                                                                   | Dudley Boyz (Bubba Ray Dudley & D-Von Dudley)               | 1              | 27 februari 2000  | Hartford                       | No Way Out 2000                | |
| 101                                                                   | Edge en Christian                                           | 1              | 2 april 2000      | Anaheim                        | WrestleMania 2000              | Dit was een Triangle Ladder match met Hardy Boyz. |
| 102                                                                   | Too Cool (Grand Master Sexay & Scotty 2 Hotty)              | 1              | 29 mei 2000       | Vancouver                      | Raw                            | |
| 103                                                                   | Edge en Christian                                           | 2              | 25 juni 2000      | Boston                         | King of the Ring 2000          | Dit was een Four-Way elimination match met Hardy Boyz, T & A). |
| 104                                                                   | Hardy Boyz                                                  | 2              | 24 september 2000 | Philadelphia                   | Unforgiven 2000                | Dit was een Steel Cage match. |
| 105                                                                   | Edge en Christian                                           | 3              | 22 oktober 2000   | Albany                         | No Mercy 2000                  | |
| 106                                                                   | Hardy Boyz                                                  | 3              | 23 oktober 2000   | Hartford                       | Raw                            | |
| 107                                                                   | Right to Censor (Bull Buchanan & The Goodfather)            | 1              | 6 november 2000   | Houston                        | Raw                            | |
| 108                                                                   | Edge en Christian                                           | 4              | 10 december 2000  | Birmingham                     | Armageddon 20000               | Dit was een Four-Way match met Dudley Boyz en Road Dogg & K-Kwik. |
| 109                                                                   | The Rock (4) en The Undertaker (4)                          | 1              | 18 december 2000  | Greenville                     | Raw                            | |
| 110                                                                   | Edge en Christian                                           | 5              | 19 december 2000  | Charlotte                      | SmackDown!                     | Kurt Angle was de special guest referee. |
| 111                                                                   | Dudley Boyz                                                 | 2              | 21 januari 2001   | New Orleans                    | Royal Rumble 2001              | |
| 112                                                                   | Hardy Boyz                                                  | 4              | 5 maart 2001      | Washington                     | Raw                            | |
| 113                                                                   | Edge en Christian                                           | 6              | 19 maart 2001     | Albany                         | Raw                            | |
| 114                                                                   | Dudley Boyz                                                 | 3              | 19 maart 2001     | Albany                         | Raw                            | |
| 115                                                                   | Edge en Christian                                           | 7              | 1 april 2001      | Houston                        | WrestleMania X-Seven           | Dit was een Tables, Ladders and Chairs match met Hardy Boyz. |
| 116                                                                   | Brothers of Destruction (The Undertaker (5) & Kane (5))     | 1              | 17 april 2001     | Nashville                      | SmackDown!                     | Uitgezonden op 19 april 2001 |
| 117                                                                   | The Two-Man Power Trip (Steve Austin (4) & Triple H)        | 1              | 29 april 2001     | Rosemont                       | Backlash 2001                  | |
| 118                                                                   | Chris Benoit & Chris Jericho                                | 1              | 21 mei 2010       | San Jose                       | Raw                            | |
| 119                                                                   | The Dudley Boyz                                             | 4              | 19 juni 2001      | Orlando                        | SmackDown!                     | |
| 120                                                                   | The APA                                                     | 3              | 9 juli 2001       | Atlanta                        | Raw                            | |
| 121                                                                   | Diamond Dallas Page & Chris Kanyon                          | 1              | 7 augustus 2001   | Los Angeles                    | SmackDown!                     | |
| 122                                                                   | Brothers of Destruction (The Undertaker (6) & Kane (6))     | 2              | 19 augustus 2001  | San Jose                       | SummerSlam 2001                | Dit was een Steel Cage match. |
| 123                                                                   | Dudley Boyz                                                 | 5              | 17 september 2001 | Nashville                      | Raw                            | |
| 124                                                                   | Chris Jericho (2) & The Rock (5)                            | 1              | 22 oktober 2001   | Kansas City                    | Raw                            | |
| 125                                                                   | Booker T & Test                                             | 1              | 30 oktober 2001   | Cincinnati                     | SmackDown!                     | |
| 126                                                                   | Hardy Boyz                                                  | 5              | 12 november 2001  | Boston                         | Raw                            | |
| 127                                                                   | Dudley Boyz                                                 | 6              | 18 november 2001  | Greensboro                     | Survivor Series 2001           | Dit was een Steel Cage match om het WWF en WCW Tag Team Championship te verenigen.                                                                                     |
| 128                                                                   | Spike Dudley & Tazz                                         | 1              | 7 januari 2002    | New York                       | Raw                            | Dit was een Hardcore match. |
| 129                                                                   | Billy (9) & Chuck                                           | 1              | 19 februari 2002  | Rockford                       | SmackDown!                     | |
| 130                                                                   | Rico & Rikishi (2)                                          | 1              | 19 mei 2002       | Nashville                      | Judgment Day 2002              | |
| 131                                                                   | Billy (10) & Chuck (2)                                      | 2              | 4 juni 2002       | Oklahoma City                  | SmackDown!                     | Dit was een Elimination match en uitgezonden op 6 juni 2001. |
| 132                                                                   | Edge (8) & Hulk Hogan                                       | 1              | 2 juli 2002       | Boston                         | SmackDown!                     | Uitgezonden op 4 juli 2002 |
| 133                                                                   | The Un-Americans (Christian (8) & Lance Storm)              | 1              | 21 juli 2002      | Detroit                        | Vengeance 2002                 | |
| 134                                                                   | The Hurricane & Kane (7)                                    | 1              | 23 september 2002 | Anaheim                        | Raw                            | |
| 135                                                                   | Christian (9) & Chris Jericho (3)                           | 1              | 14 oktober 2002   | Montreal                       | Raw                            | |
| 136                                                                   | Booker T (2) & Goldust                                      | 1              | 15 december 2002  | Fort Lauterdale                | Armageddon 2002                | Dit was een Four-Way Elimination match met Dudley Boyz en William Regal & Lance Storm.                                                                                 |
| 137                                                                   | William Regal & Lance Storm (2)                             | 1              | 6 januari 2003    | Phoenix                        | Raw                            | |
| 138                                                                   | Dudley Boyz                                                 | 7              | 19 januari 2003   | Boston                         | Royal Rumble 2003              | |
| 139                                                                   | William Regal (2) & Lance Storm (3)                         | 1              | 20 januari 2003   | Providence                     | Raw                            | |
| Vacant gesteld                                                        | Vacant gesteld                                              | Vacant gesteld | 24 maart 2003     | Sacramento                     | Raw                            | Vacant vanwege een blessure van Regal. |
| 140                                                                   | Chief Morley & Lance Storm (4)                              | 1              | 24 maart 2003     | Sacramento                     | Raw                            | Morley en Storm kroonden zichzelf als kampioenen. |
| 141                                                                   | Kane (8) & Rob Van Dam                                      | 1              | 31 maart 2003     | Seattle                        | Raw                            | Dit was een three-way elimination match met Dudley Boyz. |
| 142                                                                   | La Résistance (René Duprée & Sylvain Grenier)               | 1              | 16 juni 2003      | Houston                        | Bad Blood 2003                 | |
| 143                                                                   | Dudley Boyz                                                 | 8              | 21 september 2003 | Hershey                        | Unforgiven 2003                | Dit was een Handicap tables match en Rob Conway zat in de team van La Résistance.                                                                                      |
| 144                                                                   | Evolution (Batista & Ric Flair)                             | 1              | 14 december 2003  | Orlando                        | Armageddon 2003                | Dit was een Tag team turmoil match met Rob Conway & René Duprée, Hurricane & Rosey, Mark Jindrak & Garrison Cade, Val Venis & Lance Storm en Test & Scott Steiner.     |
| 145                                                                   | Booker T (3) en Rob Van Dam (2)                             | 1              | 16 februari 2004  | Bakersfield                    | Raw                            | |
| 146                                                                   | Evolution                                                   | 2              | 22 maart 2004     | Detroit                        | Raw                            | |
| 147                                                                   | Chris Benoit (2) & Edge (9)                                 | 1              | 19 april 2004     | Calgary                        | Raw                            | |
| 148                                                                   | La Résistance (Robért Conway en Sylvain Grenier (2))        | 1              | 31 mei 2004       | Montreal                       | Raw                            | |
| 149                                                                   | Chris Benoit (3) & Edge (10)                                | 2              | 19 oktober 2004   | Milwaukee                      | Taboo Tuesday 2004             | Benoit en Edge waren door de fans genomineerd voor een wedstrijd. |
| 150                                                                   | La Résistance (Robért Conway (2) en Sylvain Grenier (3))    | 2              | 1 november 2004   | Peoria                         | Raw                            | |
| 151                                                                   | Eugene & William Regal (3)                                  | 1              | 15 november 2004  | Indianapolis                   | Raw                            | Dit was een Three-Way Elimination match met Rhyno en Tajiri. |
| 152                                                                   | La Résistance (Robért Conway (3) en Sylvain Grenier (4))    | 3              | 16 januari 2005   | Winnipeg                       | House show                     | Jonathan Coachman verving Eugene vanwege een blessure. |
| 153                                                                   | William Regal (4) & Tajiri                                  | 1              | 4 februari 2005   | Saitama, Japan                 | Raw                            | |
| 154                                                                   | The Hurricane (2) en Rosey                                  | 1              | 1 mei 2005        | Manchester                     | Backlash 2005                  | Dit was een tag team turmoil match met The Heart Throbs, Simon Dean & Maven en Robért Conway & Sylvain Grenier.                                                        |
| 155                                                                   | Lance Cade en Trevor Murdoch                                | 1              | 18 september 2005 | Oklahoma City                  | Unforgiven 2005                | |
| 156                                                                   | The Big Show (3) & Kane (9)                                 | 1              | 1 november 2005   | San Diego                      | Taboo Tuesday 2005             | |
| 157                                                                   | Spirit Squad                                                | 1              | 3 april 2006      | Rosemont                       | Raw                            | |
| 158                                                                   | Ric Flair (3) & Roddy Piper                                 | 1              | 5 november 2006   | Cincinnati                     | Cyber Sunday 2006              | |
| 159                                                                   | Rated-RKO (Edge (11) & Randy Orton)                         | 1              | 13 november 2006  | Manchester                     | Raw                            | |
| 160                                                                   | John Cena & Shawn Michaels (4)                              | 1              | 29 januari 2007   | Dallas                         | Raw                            | |
| 161                                                                   | The Hardys                                                  | 6              | 2 april 2006      | Dayton                         | Raw                            | |
| 162                                                                   | Lance Cade & Trevor Murdoch                                 | 2              | 4 juni 2006       | Tampa                          | Raw                            | |
| 163                                                                   | Paul London en Brian Kendrick                               | 1              | 5 september 2007  | Kaapstad                       | House show                     | |
| 164                                                                   | Lance Cade en Trevor Murdoch                                | 3              | 8 september 2007  | Johannesburg                   | House show                     | |
| 165                                                                   | Hardcore Holly (3) & Cody Rhodes                            | 1              | 10 december 2007  | Bridgeport                     | Raw 15th Anniversary           | |
| 166                                                                   | Ted DiBiase (Jr.) & Cody Rhodes (2)                         | 1              | 29 juni 2008      | Dallas                         | Night of Champions 2008        | |
| 167                                                                   | Batista (3) & John Cena (2)                                 | 1              | 4 augustus 2008   | Knoxville                      | Raw                            | |
| 168                                                                   | Ted DiBiase (Jr.) (2) & Cody Rhodes (3)                     | 2              | 11 augustus 2008  | Richmond                       | Raw                            | |
| 169                                                                   | CM Punk & Kofi Kingston                                     | 1              | 27 oktober 2008   | Tucson                         | Raw                            | |
| 170                                                                   | John Morrison en The Miz                                    | 1              | 13 december 2008  | Hamilton                       | House show                     | |
| 171                                                                   | The Colóns (Carlito & Primo)                                | 1              | 5 april 2009      | Houston                        | WrestleMania XXV               | Dit was een Lumberjack match om deze titel en het WWE Tag Team Championship te verenigen.                                                                              |
| 172                                                                   | Edge (12) & Chris Jericho (4)                               | 1              | 28 juni 2009      | Sacramento                     | The Bash                       | Dit was een Triple Threat match met The Legacy. |
| 173                                                                   | Jeri-Show (Chris Jericho (4) & The Big Show (4))            | 1              | 26 juli 2009      | Philadelphia                   | Night of Champions 2010        | Jericho koos Big Show om Edge te vervangen omdat hij een voetblessure had.                                                                                             |
| 174                                                                   | D-Generation X (Triple H (2) & Shawn Michaels (5))          | 1              | 13 december 2009  | San Antonio                    | TLC 2009                       | Dit was een Tables, Ladders and Chairs match. |
| 175                                                                   | ShoMiz (The Miz (2) & The Big Show (5))                     | 1              | 8 februari 2010   | Lafayette                      | Raw                            | Dit was een Triple Threat Elimination match met The Straight Edge Society.                                                                                             |
| 176                                                                   | The Hart Dynasty (David Hart Smith & Tyson Kidd)            | 1              | 26 april 2010     | Richmond                       | Raw                            | |
| Titel werd ontbonden en werd vervangen door WWE Tag Team Championship |                                                             |                |                   |                                |                                | |